# Simon and Garfunkel’s Greatest Hits
Simon and Garfunkel’s Greatest Hits ist ein Best-of-Album des US-amerikanischen Folk-Rock-Duos Simon & Garfunkel, das am 14. Juni 1972 veröffentlicht wurde. Veröffentlicht wurde das Album über das Label Columbia Records.

## Produktion und Gastbeiträge
Die auf dem Album enthaltenen Lieder sind zum Großteil zuvor veröffentlichte Singles aus Simon & Garfunkel’s vier bis zu diesem Zeitpunkt erschienenen Studioalben Sounds of Silence (drei Lieder), Parsley, Sage, Rosemary and Thyme (drei Songs), Bookends (drei Tracks) und Bridge over Troubled Water (vier Titel). Der Track For Emily, Whenever I May Find Her (Live) war eine Neuveröffentlichung, die Songs The 59th Street Bridge Song (Feelin’ Groovy), Homeward Bound sowie Kathy’s Song waren Live-Versionen der bis dahin veröffentlichten Studioaufnahmen. Der Schlussbeifall der Live-Songs wird in den Anfang der folgenden Studioaufnahmen überblendet.

## Titelliste
| #  | Titel                                        | Songwriter                | Produzent                            | Länge | Original-Album (Jahr)                    |
| -- | -------------------------------------------- | ------------------------- | ------------------------------------ | ----- | ---------------------------------------- |
| 1  | Mrs. Robinson                                | Paul Simon                | Bob Johnston                         | 4:02  | Bookends (1968)                          |
| 2  | For Emily, Whenever I May Find Her (Live)    | Paul Simon                | Bob Johnston                         | 2:25  | zuvor unveröffentlicht                   |
| 3  | The Boxer                                    | Paul Simon                | Art Garfunkel, Roy Halee, Paul Simon | 5:10  | Bridge over Troubled Water (1970)        |
| 4  | The 59th Street Bridge Song (Feelin’ Groovy) | Paul Simon                | Bob Johnston                         | 1:43  | Parsley, Sage, Rosemary and Thyme (1966) |
| 5  | The Sound of Silence                         | Paul Simon                | Tom Wilson                           | 3:08  | Sounds of Silence (1966)                 |
| 6  | I Am a Rock                                  | Paul Simon                | Roy Halee                            | 2:50  | Sounds of Silence (1966)                 |
| 7  | Scarborough Fair/Canticle                    | Paul Simon, Art Garfunkel | Bob Johnston                         | 3:09  | Parsley, Sage, Rosemary and Thyme (1966) |
| 8  | Homeward Bound                               | Paul Simon                | Bob Johnston                         | 2:42  | Parsley, Sage, Rosemary and Thyme (1966) |
| 9  | Bridge over Troubled Water                   | Paul Simon                | Gus Dudgeon                          | 4:52  | Bridge over Troubled Water (1970)        |
| 10 | America                                      | Paul Simon                | Art Garfunkel, Roy Halee, Paul Simon | 3:33  | Bookends (1968)                          |
| 11 | Kathy’s Song                                 | Paul Simon                | Bob Johnston                         | 3:23  | Sounds of Silence (1966)                 |
| 12 | El Condor Pasa (If I Could)                  | Daniel Alomía Robles      | Art Garfunkel, Roy Halee, Paul Simon | 3:07  | Bridge over Troubled Water (1970)        |
| 13 | Bookends Theme                               | Paul Simon                | Art Garfunkel, Roy Halee, Paul Simon | 1:20  | Bookends (1968)                          |
| 14 | Cecilia                                      | Paul Simon                | Art Garfunkel, Roy Halee, Paul Simon | 2:53  | Bridge over Troubled Water (1970)        |

## Kommerzieller Erfolg
| Professionelle Bewertungen | Professionelle Bewertungen |
| -------------------------- | -------------------------- |
| Kritiken                   |                            |
| Quelle                     | Bewertung                  |
| allMusic                   | [ 1 ]                      |

Simon and Garfunkel’s Greatest Hits stieg am 1. Januar 1978 auf Platz 32 in die deutschen Albumcharts ein. Seine Höchstplatzierung von Platz 16 erreichte der Tonträger am 2. Oktober 1978. Außerdem hielt sich das Album 166 Wochen in den deutschen Albumcharts. In den Billboard 200 erreichte Simon and Garfunkel’s Greatest Hits in der fünften Chartwoche Platz 5. In den Albumcharts des Vereinigten Königreichs debütierte das Album auf Platz 4, in der folgenden Woche erreichte das Album Platz 2, dort hielt es sich insgesamt und mit Unterbrechungen drei Wochen lang. Ebenso hielt das Album sich 59 Wochen in den Top Ten der britischen Albumcharts.

### Album
| Jahr | Titel                               | Höchstplatzierung, Gesamtwochen, AuszeichnungChartplatzierungen (Jahr, Titel, Platzierungen, Wochen, Auszeichnungen, Anmerkungen) | Höchstplatzierung, Gesamtwochen, AuszeichnungChartplatzierungen (Jahr, Titel, Platzierungen, Wochen, Auszeichnungen, Anmerkungen) | Höchstplatzierung, Gesamtwochen, AuszeichnungChartplatzierungen (Jahr, Titel, Platzierungen, Wochen, Auszeichnungen, Anmerkungen) | Höchstplatzierung, Gesamtwochen, AuszeichnungChartplatzierungen (Jahr, Titel, Platzierungen, Wochen, Auszeichnungen, Anmerkungen) | Anmerkungen                         |
| Jahr | Titel                               | DE | CH | UK | US | Anmerkungen                         |
| ---- | ----------------------------------- | --- | --- | --- | --- | ----------------------------------- |
| 1972 | Simon and Garfunkel’s Greatest Hits | DE16 (166 Wo.)DE | CH49 (9 Wo.)CH | UK2 (354 Wo.)UK | US5 (176 Wo.)US | Erstveröffentlichung: 14. Juni 1972 |

grau schraffiert: keine Chartdaten aus diesem Jahr verfügbar

### Singles
| Jahr | Titel Album                               | Höchstplatzierung, Gesamtwochen, AuszeichnungChartplatzierungen (Jahr, Titel, Album, Platzierungen, Wochen, Auszeichnungen, Anmerkungen) | Höchstplatzierung, Gesamtwochen, AuszeichnungChartplatzierungen (Jahr, Titel, Album, Platzierungen, Wochen, Auszeichnungen, Anmerkungen) | Höchstplatzierung, Gesamtwochen, AuszeichnungChartplatzierungen (Jahr, Titel, Album, Platzierungen, Wochen, Auszeichnungen, Anmerkungen) | Höchstplatzierung, Gesamtwochen, AuszeichnungChartplatzierungen (Jahr, Titel, Album, Platzierungen, Wochen, Auszeichnungen, Anmerkungen) | Anmerkungen                           |
| Jahr | Titel Album                               | DE | CH | UK | US | Anmerkungen                           |
| ---- | ----------------------------------------- | --- | --- | --- | --- | ------------------------------------- |
| 1972 | For Emily, Whenever I May Find Her (Live) | — | — | — | US53 (7 Wo.)US | Erstveröffentlichung: 10. August 1972 |

### Auszeichnungen für Musikverkäufe
Simon and Garfunkel’s Greatest Hits wurde 1980 in Deutschland für über 1,5 Millionen verkaufte Einheiten mit einer dreifachen Platin-Schallplatte ausgezeichnet, damit gehört das Album zu den meistverkauften Musikalben in Deutschland. In den Vereinigten Staaten wurde das Album 2003 für über 14 Millionen Verkäufe mit 14-fach-Platin ausgezeichnet.
| Land/Region                  | Auszeichnungen für Musikverkäufe (Land/Region, Auszeichnung, Verkäufe) | Verkäufe   |
| ---------------------------- | ---------------------------------------------------------------------- | ---------- |
| Belgien (BRMA)               | Gold                                                                   | 25.000     |
| Deutschland (BVMI)           | 3× Platin                                                              | 1.500.000  |
| Finnland (IFPI)              | Gold                                                                   | 33.092     |
| Frankreich (SNEP)            | Diamant                                                                | 1.000.000  |
| Griechenland (IFPI)          | Gold                                                                   | 50.000     |
| Hongkong (IFPI/HKRIA)        | Platin                                                                 | 20.000     |
| Italien (FIMI)               | Gold                                                                   | 25.000     |
| Kanada (MC)                  | 5× Platin                                                              | 500.000    |
| Neuseeland (RMNZ)            | Gold                                                                   | 7.500      |
| Schweiz (IFPI)               | 4× Platin                                                              | 200.000    |
| Vereinigte Staaten (RIAA)    | 14× Platin                                                             | 14.000.000 |
| Vereinigtes Königreich (BPI) | 4× Platin                                                              | 1.200.000  |
| Insgesamt                    | 3× Gold · 21× Platin · 2× Diamant ·                                    | 18.560.592 |

Hauptartikel: Simon & Garfunkel/Auszeichnungen für Musikverkäufe